# Fraunhoferlinie
Die Fraunhoferlinien oder Fraunhoferschen Linien sind im engeren Sinne eine Reihe von mit Buchstaben bezeichneten Absorptionslinien im Spektrum der Sonne. Im allgemeineren Sinn werden diese benannten Absorptionslinien aber auch in anderen Sternen oder sonstigen Objekten, teilweise auch in Form ihrer Emissionslinien als Fraunhoferlinien bezeichnet.

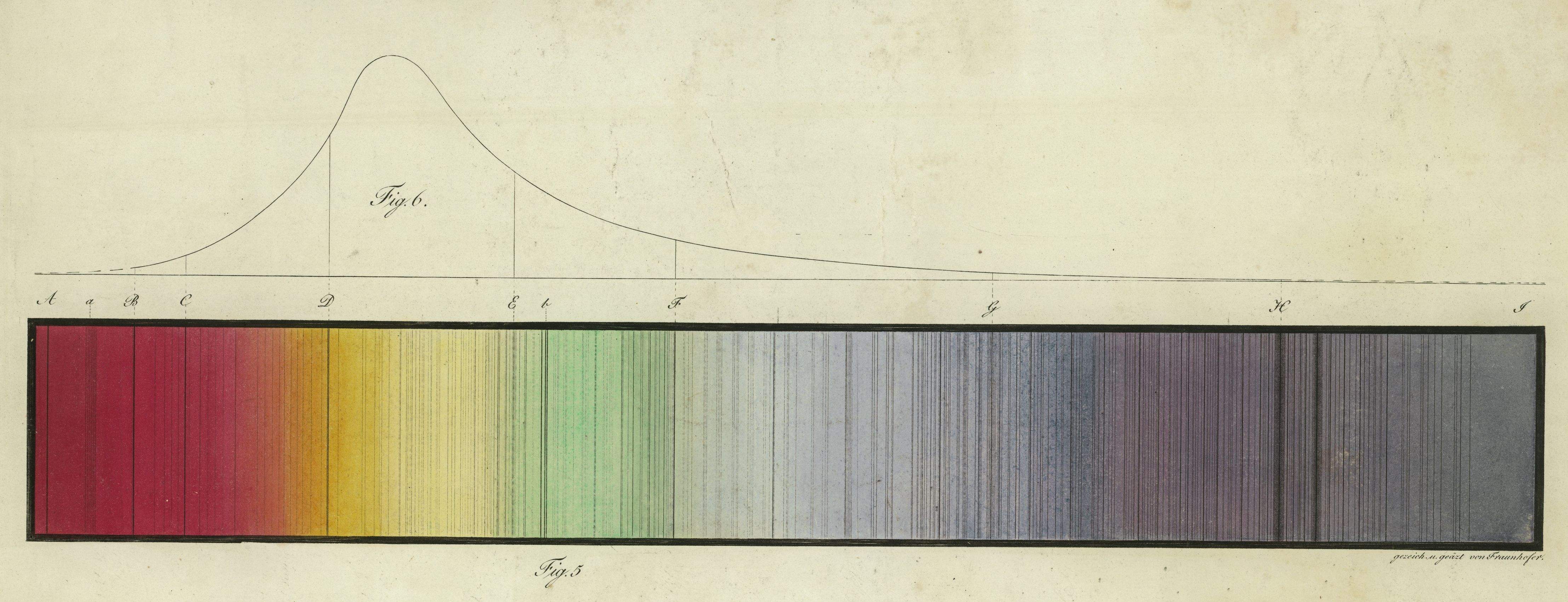
Fraunhofers Original-Spektrum mit Fraunhoferlinien

Die ursprünglich von Fraunhofer selbst in nebenstehendem Kupferstich bezeichneten „Linien“ (genauer: markanten Stellen) A...I, a und b sind nicht nur einzelne Spektrallinien der Sonne, sondern teilweise atmosphärische Banden (A, B, a), Doppellinien (D, E, H), zufällig eng beieinanderliegende Mehrfachlinien (b, G) oder nur eine Bezeichnung für die Grenze des sichtbaren Spektrums (I).
Die Linien entstehen überwiegend durch Resonanzabsorption der Gase in der Sonnen-Photosphäre, teilweise aber auch durch Absorption an den Gasen der Erdatmosphäre (sog. „tellurische Linien“).
Die Fraunhoferlinien erlauben Rückschlüsse auf die chemische Zusammensetzung und Temperatur der Gasatmosphäre der Sonne und anderer Sterne. Ihre Entdeckung markiert den Anfang der Spektralanalyse, die eines der wichtigsten Werkzeuge der Chemie und der Astronomie ist.

## Entdeckung
Der englische Chemiker William Hyde Wollaston war 1802 der erste Beobachter von dunklen Linien im Sonnenspektrum. Diese wurden dann 1814 unabhängig vom Münchener Optiker Joseph von Fraunhofer wiederentdeckt, welcher sie daraufhin systematisch studierte. Er versicherte sich dabei zunächst, dass die Linien nicht von instrumentellen Fehlern oder Effekten herrührten. Weiterhin verglich er die im Sonnenspektrum gefundenen Linien auch mit dem Spektrum des Mondes und der Venus, einigen hellen Sternen wie Sirius, den elektrischen Funken eines Funkeninduktors und der Öl-, Alkohol- und Wasserstoffflamme. Dabei erkannte er sowohl systematische Übereinstimmungen (wie z. B. beim Mond- und Venusspektrum als reflektiertes Sonnenlicht) wie auch völlig andersartige Linien (wie z. B. beim Sirius oder dem elektrischen Funken). Fraunhofer nahm diese Versuche ursprünglich mit einem kleinen Theodolit-Fernrohr mit knapp 30 mm Durchmesser vor und wiederholte und erweiterte sie später noch einmal mit einem viel größeren, speziell dafür gebauten Refraktor mit 4 Zoll (100 mm) Durchmesser und einem gleich großen Objektiv-Prismenspektrographen. Dabei stellte er insbesondere die großen Unterschiede in den Spektren der beobachteten Sterne fest (z. B. Sirius, Castor, Pollux, Capella, Beteigeuze, Prokyon).
Später entdeckten Gustav Robert Kirchhoff und Robert Bunsen, dass jedes chemische Element mit einer spezifischen Anzahl und Anordnung von Spektrallinien assoziiert war. Sie schlossen hieraus, dass die von Wollaston und Fraunhofer beobachteten Linien den Absorptionseigenschaften dieser Elemente in den oberen Schichten der Sonne geschuldet waren und diese daher auch in der Photosphäre vorliegen mussten. Einige der Linien werden jedoch auch durch die Bestandteile der Erdatmosphäre hervorgerufen.
Fraunhofers Erstbericht lag ein Kupferstich bei, bei dem die markantesten Linien bzw. interessantesten Bereiche mit Groß- und Kleinbuchstaben bezeichnet waren. Diese Linien oder Bereiche (von rot nach violett: A, a, B, C, D, E, b, F, G, H und I) sind die einzigen, die Fraunhofer selbst benannt hat. Weitere markante Linien wurden zwar von Fraunhofer möglichst genau bzgl. Lage und Stärke eingezeichnet, aber nicht weiter bezeichnet. In seinem Bericht gibt er einige Charakteristika sowie die zwischen den Hauptlinien von ihm gezählten Linien an.
Einige Beispiele:
- „In A ist eine scharf begrenzte Linie gut zu erkennen.“
Anmerkung: Zusammen mit B und a handelt es sich hier nicht um Absorptionslinien von Atomen in der Sonnenatmosphäre, sondern um Absorptionsbanden von Molekülen in der Erdatmosphäre. Es sind damit eigentlich keine Fraunhofer-Linien im heutigen Sinne.
- „Bei a sind mehrere Linien angehäuft, die gleichsam einen Streifen bilden.“
Anmerkung: Fraunhofer beschreibt hier also eine Linienanhäufung. Diese entsteht in der Erdatmosphäre durch eine Absorptionsbande des Wasserdampfes bei etwa 717 nm. In der u. a. Tabelle wurde die heutige a-Linie aus diesem Grunde einer ganz anderen atmosphärischen Linie bzw. Bande des Sauerstoff-Moleküls bei 628 nm zugeordnet.
- „B ist scharf begrenzt und von beträchtlicher Dicke.“
Anmerkung: wie A ebenfalls durch das Sauerstoff-Molekül in der Erdatmosphäre erzeugt.
- „Im Raume von B nach C können 9 sehr feine, scharf begränzte Linien gezählt werden.“
- „Die Linie C ist von beträchtlicher Stärke und so wie B sehr schwarz.“
Anmerkung: Zusammen mit F und G´ gehört C zur Balmer-Serie des Wasserstoff-Atoms.
- „D besteht aus zwei starken Linien, die nur durch eine helle Linie getrennt werden.“
Anmerkung: Die berühmte doppelte D-Linie des Natriums
- „E selbst besteht aus mehreren Linien, wovon die in der Mitte etwas stärker ist als die übrigen.“
Anmerkung: Die mittlere Linie wird vom Eisen-Atom erzeugt.
- „Bei b sind 3 sehr starke Linien, wovon 2 nur durch eine starke, helle Linie getrennt sind.“
Anmerkung: Mehrfachlinien des Magnesiums und Eisens
- „F ist ziemlich stark.“
Anmerkung: Die H-Beta-Linie des Wasserstoff-Atoms
- „Zwischen F und G sind ungefähr 185 Linien von verschiedener Stärke.“
- „Bei G sind viele Linien angehäuft, worunter sich mehrere durch ihre Stärke auszeichnen.“
Anmerkung: Die Linien bei G werden von verschiedenen Elementen erzeugt, wie z. B. Eisen, Calcium etc.
- „Die zwei Streifen bei H sind am sonderbarsten; sie sind beide fast ganz gleich, bestehen aus vielen Linien, und in ihrer Mitte befindet sich eine starke Linie, die sehr stark ist“
Anmerkung dazu: Die ursprüngliche Fraunhofersche H-Linie entspricht der heutigen Calcium H+K-Doppellinie. Da Fraunhofer nur die Großbuchstaben bis I verwendete und J wegen der Verwechselungsmöglichkeit mit I ausgelassen wird, wurde später die Benennung weiterer Linien mit dem Großbuchstaben K fortgesetzt, dessen Lage nun aber direkt hinter der H-Linie ist. Ebenso liegt die erst später benannte L-Linie vor Fraunhofers I.
- „Ungefähr bei ... I  [ist] das violette Ende des Farbenbildes.“
Anmerkung: I ist also keine Linie, sondern nur das Ende des sichtbaren Spektrums im Violetten. Daher fehlt sie auch in der Liste von Fraunhoferlinien.

Insgesamt zählte Fraunhofer nach eigenen Angaben ungefähr 574 Linien im Raum zwischen der B- und H-Linie. Als er später den Gitter-Spektrographen unabhängig von David Rittenhouse erfand, dessen Theorie mathematisch beschrieb und Glasgitter mit bis zu 3600 Linien herstellte, vermaß er die Wellenlänge der gut sichtbaren Linien C bis H mit einer Genauigkeit, die er selbst mit rund 1 Promille angibt („…daß für die helleren Farben fast nicht der tausendste Teil von ω ungewiß sein könne.“).

Die wichtigsten Fraunhoferlinien im sichtbaren Bereich des elektromagnetischen Spektrums
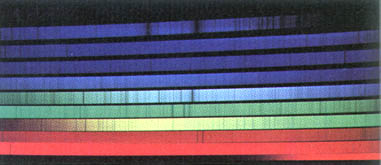
Echellegitter-Spektrum der Sonne mit Fraunhoferlinien

| Linie     | Element | Wellenlänge |    | Linie | Element    | Wellenlänge |
| y         | O2      | 898,765 nm  | c  | Fe    | 495,761 nm |             |
| Z         | O2      | 822,696 nm  | F  | H-β   | 486,134 nm |             |
| A         | O2      | 759,370 nm  | d  | Fe    | 466,814 nm |             |
| B         | O2      | 686,719 nm  | e  | Fe    | 438,355 nm |             |
| C         | H α     | 656,281 nm  | G′ | H γ   | 434,047 nm |             |
| a         | O2      | 627,661 nm  | G  | Fe    | 430,790 nm |             |
| D1        | Na      | 589,594 nm  | G  | Ca    | 430,774 nm |             |
| D2        | Na      | 588,997 nm  | h  | H δ   | 410,175 nm |             |
| D3 oder d | He      | 587,562 nm  | H  | Ca+   | 396,847 nm |             |
| e         | Hg      | 546,073 nm  | K  | Ca+   | 393,368 nm |             |
| E2        | Fe      | 527,039 nm  | L  | Fe    | 382,044 nm |             |
| b1        | Mg      | 518,362 nm  | N  | Fe    | 358,121 nm |             |
| b2        | Mg      | 517,270 nm  | P  | Ti+   | 336,112 nm |             |
| b3        | Fe      | 516,891 nm  | T  | Fe    | 302,108 nm |             |
| b4        | Fe      | 516,751 nm  | t  | Ni    | 299,444 nm |             |
| b4        | Mg      | 516,733 nm  |    |       |            |             |

## Anwendung
Aufgrund ihrer bekannten Wellenlängen werden die Fraunhoferlinien oft zur Bestimmung des Brechungsindexes und der Dispersion von optischen Materialien genutzt.
Bei der spektroskopischen Temperaturbestimmung lässt sich aus der Intensitätsverteilung des Spektrums und mit Hilfe der Boltzmannverteilung die Oberflächentemperatur ermitteln. Sind beispielsweise die Balmerlinien im Spektrum der Sonne als Fraunhoferlinien zu beobachten, so muss die Temperatur so hoch sein, dass bei einem Teil der Wasserstoffatome der erste angeregte Zustand (n = 2) besetzt ist. Beispielsweise ist bei der Sonne mit 6000 K Oberflächentemperatur jedes hundertmillionste Wasserstoffatom im ersten angeregten Zustand.
Hinweise auf das Element Helium erhielt man zum ersten Mal aufgrund einer hellen gelben Spektrallinie bei einer Wellenlänge von 587,49 nm im Spektrum der Chromosphäre der Sonne. Diese Beobachtung machte der französische Astronom Jules Janssen in Indien während der totalen Sonnenfinsternis vom 18. August 1868. Als er seine Entdeckung bekannt machte, wollte ihm zunächst niemand glauben, da bislang noch nie ein neues Element im Weltall gefunden wurde, bevor der Nachweis auf der Erde geführt worden war. Am 20. Oktober desselben Jahres bestätigte der Engländer Norman Lockyer, dass die gelbe Linie tatsächlich im Sonnenspektrum vorhanden ist und schloss daraus, dass sie von einem bislang unbekannten Element verursacht werde.

## Sonstiges
- Die Fraunhofer C-, F-, G′- und h-Linien stimmen mit den alpha-, beta-, gamma- und delta-Linien der Balmer-Serie eines Wasserstoffatoms überein.
- Die Linien A, B, a, Y und Z sind nicht solaren, sondern terrestrischen Ursprungs, das heißt, sie entstehen durch Absorption in der Erdatmosphäre.